# Янніс Камбісіс

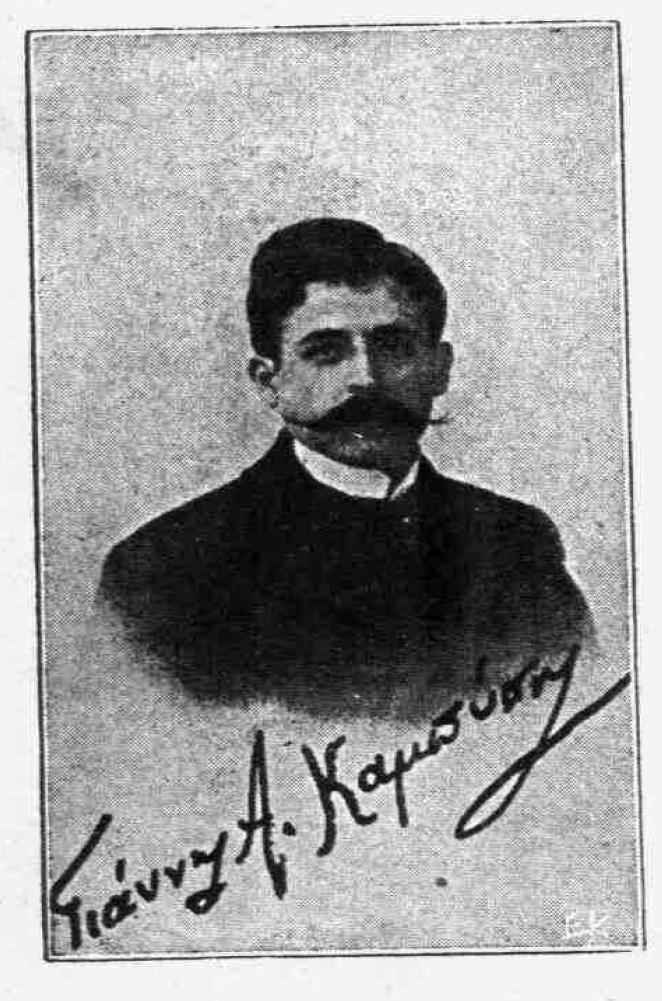
Янніс Камбісіс, фото із підписом письменника

Янніс Камбісіс (грец. Γιάννης Καμπύσης, 1872, Короні, Мессенія — 1901, Афіни) — новогрецький поет, прозаїк і драматург.

## Біографічні відомості
Янніс Камбісіс народився в Короні, в родині художника Анастасія Камбісіса і Калліопи Трігетта. У своєму рідному місті він закінчив початкову і середню школу, а потім відправився в Каламату, де завершив своє середню освіту (1884—1888). Тут він також взяв участь в аматорських театральних постановках Іоанніса Х. Апостолакіса.
1888 року він разом з сім'єю переїхав до Афін і вивчав право в Афінському університеті (1888—1894), але не став адвокатом і був вимушений працювати впродовж трьох років співробітником Міністерства фінансів Греції. 1898 року від нудьги та зневіри він подав у відставку і втік до Німеччини, де він залишався до літа наступного року. Час, проведений у Німеччині (з жовтня 1898 по липень 1899 року), відіграв вирішальну роль у подальшому житті і світогляді Камбісіса. Побачивши інтелектуально та ідеологічно новий світ, відмінний від грецького, Янніс Камбісіс захопився ідеєю перенести німецькі ідеали у грецьке суспільство, аби допомогти йому подолати соціальну та ідеологічну порожнечу. Саме у Німеччині він вступив у контакт з соціалістичним рухом і філософією Ніцше, познайомився із такими постатями, як Генрік Ібсен, Герхарт Гауптман і Август Стріндберг. В Німеччині Янніс Камбісіс написав свої відомі «Німецькі листи», видані за життя письменника на сторінках афінського часопису «Техні».""
Однак проблеми зі здоров'ям змусили його повернутися в Грецію. Незабаром його грандіозні плани про внесок у духовне відродження Греції перекреслила передчасна смерть. Янніс Камбісіс помер у віці 29 років від туберкульозу в Афінах.

## Основні твори
Проза
- Παουλίνα-Παουλίνα.
- Το μάτι του δράκοντα.
- Ο Γιάννης Μάνταλος.
- Στερνή ματιά.
- Καινούργιες μυρωδιές.
- Τα ρόδα του Ηλιογάβαλου.

Драматургія
- Μυστικό του γάμου — Η φάρσα της ζωής. Αθήνα, τυπ. Κορίννης, 1896.
- Η μις Άννα Κούξλεϋ — Οι κούρδοι. Αθήνα, τυπ. Εστία, 1897.
- Το δαχτυλίδι της μάνας. Αθήνα, Κ.Μαίσνερ — Ν.Καργαδούρης, 1898.
- Στα σύγνεφα. Αθήνα, έκδοση του περ. Τέχνη, 1899.
- Ανατολή. Αθήνα, Κ.Μαίσνερ — Ν.Καργαδούρης , 1901.

Поетичні збірки
- Ο ήσκιος της Σοφίας, 1898.
- Το βιβλίο των συντριμμιών, 1900.

Філософські ессе
- Διηγήματα. Αθήνα, Νεφέλη, 1989.
- Άπαντα. Αναστύλωσε ο Γ.Βαλέτας. Αθήνα, εκδόσεις Πηγής, 1972.
- Οχτροί και φίλοι και άλλα διηγήματα. Αθήνα, Ίδρυμα Κώστα και Ελένης Ουράνη, 1997.